# Тоя (приток Чаи)
Тоя (Большая Тоя) — река в России, протекает по Томской области. Устье реки находится в 82 км по левому берегу реки Чая. Длина реки составляет 76 км. Притоки — Нярга и Малая Тоя.

## Данные водного реестра
По данным государственного водного реестра России относится к Верхнеобскому бассейновому округу, водохозяйственный участок реки — Обь от впадения реки Чулым до впадения реки Кеть, речной подбассейн реки — Чулым. Речной бассейн реки — (Верхняя) Обь до впадения Иртыша.